# Pab
Pab  és una serralada muntanyosa al Balutxistan, Pakistan al sud-est de l'antic territori de Jhalawan i estès cap a la regió de Las Bela seguint en general de nord a sud entre el centre de Jhalawan i la mar. Les serres de Khude o Khudo, Mor i Hala s'estenen d'est a oest i en mig les valls de Saruna i Kanrach i la plana de Las Bela. Té a l'est la vall del riu Hab i a l'oest el riu Hingol i el seu afluent l'Arra. També drena les muntanyes el Porali. La més gran extensió és de 300 km i l'amplada de 110 km. El cim més alt és el Pharas de 2.405 metres. Els habitants són mengal brahuis amb alguns jamots i bhakres al sud. Els colls principals són el Lar Lak, Churi, Baran Lak i Jau Lak. A l'extrem sud hi ha la capella de Shah Bilawal.